# سالم ميرزا
سالم ميرزا، (مواليد 1968-) لاعب كرة قدم كويتي سابق، وقد كان يلعب مع نادي القادسية الرياضي، ومنتخب الكويت لكرة القدم، وكان من أشهر اهدافه، هدف الرد السريع الذي سجله على مرمى فريق النادي العربي الرياضي في المباراة النهائية التي أقيمت بين الفريقين بنهائي بطولة كأس الأمير 1989.

## سيرته
بدأ سالم ميرزا مشواره مع الكرة مع القادسية الرياضي في المراحل السنية وإنضم الي فريق تحت 17 سنة عام 1981 وأشرف علي تدريبه آنذاك اللاعب الدولي السابق فاروق إبراهيم، ثم انتقل الي فريق تحت 20 سنة تحت قيادة المدرب البرازيلي كارلوس بينيرو وفاز الفريق ببطولة الدوري الكويتي، ثم أختير في موسم 1985 - 1984 الي الفريق الاول بنادي القادسية الرياضي تحت قيادة المدرب اليوغسلافي ميلان ميلانيتش، وأستمر منذ انضمامه الي الفرق الاول أساسيا حتي عام 1993 - 1994 والذي بعدها بسنة قرر الاعتزال، وأشتهر خلال مسيرته في الملاعب الخضراء في تسديد ركلات الجزاء حيث لم يهدر طوال مشواره الكروي أي ركلة جزاء الا وان سجل من خلالها هدف، ومن أشهر أهدافه، هدف الرد السريع الذي سجله على مرمى فريق النادي العربي الرياضي في المباراة النهائية التي اقيمت بين الفريقين بنهائي بطولة كأس الأمير 1989 على استاد نادي كاظمة الرياضي في العديلية والتي فاز بها القادسية بهدفين مقابل هدف للعربي، والتي حمل فيها القادسية كأس الأمير بعد غياب 10 سنوات منذ ان فاز بها اخر مرة عام 1979.

## اعتزاله
اعتزل سالم ميرزا في موسم 1995 وأقيم له مهرجان اعتزال في مباراة أمام نادي السالمية علي ملعب محمد الحمد برعاية وزير الاعلام الكويتي آنذاك سعود الناصر الصباح.